# Einwilligung
Eine Einwilligung bildet im deutschen Strafrecht ein Begriffspaar mit dem Einverständnis. Gemeinsamer Oberbegriff ist in diesem Rechtsgebiet das Einvernehmen.

## Einordnung und Voraussetzungen
Im Gegensatz zum tatbestandsausschließenden Einverständnis schließt die rechtfertigende Einwilligung aber nicht schon die erste Stufe im strafrechtlichen Deliktsaufbau, die sogenannte Tatbestandsmäßigkeit, sondern erst die zweite Stufe, die Rechtswidrigkeit (das Unrecht), der Tat aus.
Die Einwilligung ist daher ein Rechtfertigungsgrund. Mit Ausnahme des § 228 StGB ist die Einwilligung im Strafrecht ein ungeschriebenes Tatbestandsmerkmal. 
Für eine rechtfertigende Einwilligung müssen mehrere Voraussetzungen vorliegen:
- objektive Voraussetzungen:
  - (Einwilligungssubjekt) Die Einwilligung muss vom Verfügungsberechtigten erteilt worden sein. Dies ist in der Regel der Rechtsgutträger selbst. Bei nicht einwilligungsfähigen Personen (z. B. Kleinkinder) sind dies die (gesetzlichen) Vertreter (z. B. die Eltern, Betreuer, evtl. mit Genehmigung des Betreuungsgerichts). Eine Einwilligung durch einen Stellvertreter über vertretbare Entscheidungen, insb. bei Entscheidungen über Vermögenswerte, ist möglich.
  - (Einwilligungshandlung) Sie muss vor der Tat ausdrücklich und ernsthaft erklärt werden und muss zum Zeitpunkt der Tat noch fortbestehen. Eine besondere Form der Kundgabe ist nicht erforderlich.
Vergleich zum Einverständnis: Ob und inwieweit dort eine tatsächliche Kundgabe des Willens vorliegen muss, ist umstritten. Die Notwendigkeit wird teilweise abgelehnt und auf eine reine, wie auch immer durchgeführte, Zustimmung beschränkt.
 Die Zustimmung ist frei widerruflich. Eine nachträgliche Genehmigung genügt nicht.
  - (Einwilligungsobjekt) Das Rechtsgut muss dispositiv sein, das heißt, der Rechtsgutträger muss darüber bestimmen dürfen. Daran fehlt es (neben Rechtsgütern der Allgemeinheit) bei den Individualrechtsgütern Leben, vgl. § 216 StGB, der die Tötung eines Menschen selbst dann unter Strafe stellt, wenn der Betroffene dies ausdrücklich gewünscht hat, und der körperlichen Integrität, vgl. § 228 StGB, bei Einwilligung in eine „sittenwidrige Körperverletzung“. Umstritten sind die Rechtsfolgen bei Mischtatbeständen mit Verletzung disponibler und nicht disponibler Rechtsgüter.
    - Die Einwilligung konkretisiert neben dem Erfolg des verletzten Rechtsguts u. U. auch die Verletzungshandlung selbst. Dem Einwilligenden kann es gerade darauf ankommen, wer die Verletzungshandlung vollzieht bzw. wie diese vollzogen wird. (z. B. Einwilligung nur für einen bestimmten Arzt und einer bestimmten Behandlungsmethode)
    - Die Einwilligung kann unter einer bestimmten Bedingung erfolgen. Ist sie nicht erfüllt, ist die Einwilligung (solange) unwirksam.
- subjektive Voraussetzungen beim Einwilligenden:
  - (Einwilligungssubjekt) Der Rechtsgutträger muss einwilligungsfähig sein. Einwilligungsfähigkeit ist nicht zu verwechseln mit Geschäftsfähigkeit, gemäß §§ 104 ff. BGB. Sie bedeutet, dass der Rechtsgutträger die Reichweite seines Verzichts erkennen und dessen Folgen absehen können muss. Diese Einwilligungsfähigkeit fehlt beispielsweise Betrunkenen oder Kindern.
Bei Jugendlichen ist umstritten, inwiefern ihnen, insbesondere bei ärztlichen Maßnahmen, die Einwilligungsfähigkeit und das Recht zur Einwilligung zukommt.
  - (Einwilligungshandlung) Die Einwilligung muss frei von Wissens- und Willensmängeln sein.
Bsp.: Bei ärztlichen Eingriffen setzt dies voraus, dass der Einwilligende vom Arzt hinreichend aufgeklärt worden ist. Dies kann gegebenenfalls im Rahmen eines Telefonates geschehen.[1] Ist dies nicht der Fall, ist die Einwilligung unwirksam. (Der Arzt kann sich dann unter Umständen auf den Einwand der sog. hypothetischen Einwilligung berufen.)
 Hier liegt ein wesentlicher Unterschied der Voraussetzungen zum Einverständnis vor: Dort geht die überwiegende Meinung davon aus, dass täuschungsbedingte Willensmängel unbeachtlich sind. Ein abgenötigtes Einverständnis ist aber nach h.M. weiterhin in jedem Fall nicht möglich.
- subjektives Rechtfertigungselement: Schließlich muss der „Täter“ in Kenntnis und aufgrund der Einwilligung handeln.

### Grenze der Einwilligung
Im Strafrecht ist die Grenze der Einwilligung in § 228 StGB für die Körperverletzung geregelt. Die Norm verlangt als besondere Voraussetzung für die Wirksamkeit der Einwilligung, dass kein Verstoß gegen die guten Sitten vorliegt. Die Körperverletzung darf somit nicht gegen das Anstandsgefühl „aller billig und gerecht denkenden Menschen“ verstoßen. Im Rahmen sich verändernder Weltanschauungen werden beispielsweise S/M-Praktiken häufig nicht als Verstoß betrachtet und vielmehr an die Gefährlichkeit des einzelnen Verhaltens angeknüpft. Ist die Körperverletzung lebensgefährlich (und besteht kein billigenswerter Zweck wie z. B. eine zugleich lebensgefährdende, aber u. U. lebensrettende Operation), ist die Einwilligung unwirksam.
Am 25. Februar 2013 entschied der Bundesgerichtshof (Aktenzeichen 1 StR 585/12), dass eine Einwilligung in eine Schlägerei mit mindestens drei Beteiligten wegen des Eskalationsrisikos grundsätzlich sittenwidrig ist.

### Mutmaßliche Einwilligung
Bei der mutmaßlichen Einwilligung wird angenommen, dass der Betroffene die Einwilligung geben würde.
Die Tat wird gerechtfertigt, da nun auf den mutmaßlichen Willen des Rechtsgutsinhabers abgestellt wird, da
- im Interesse des Betroffenen gehandelt wird (vgl. Geschäftsführung ohne Auftrag), oder
- der Rechtsgutinhaber kein Interesse hat, den Eingriff zu untersagen (Prinzip des mangelnden Interesses)

Bei der mutmaßlichen Einwilligung ist zu unterscheiden zwischen einer objektiv mutmaßlichen Einwilligung und einer subjektiv, also individuell mutmaßlichen Einwilligung. Im Medizinrecht ist, außer in Notfällen, ein Handeln nach subjektiv mutmaßlichen Willen erforderlich (§ 630d I 2ff BGB).

### Hypothetische Einwilligung
Bei einer hypothetischen Einwilligung mangelt es, wie bei der mutmaßlichen, an einer tatsächlichen Kundgabe der Einwilligung der durch den Eingriff betroffenen Person. Der Unterschied zur mutmaßlichen Einwilligung besteht darin, dass bei der hypothetischen Einwilligung diese theoretisch eingeholt hätte werden können, es aber aus welchen Gründen auch immer nicht geschehen ist.
Die Auswirkung einer solchen Begebenheit wird unterschiedlich beurteilt. Die Rechtsprechung geht hier ebenfalls von einem Rechtfertigungsgrund aus, wogegen in einer vielfach vertretenen Gegenposition Einschränkungen bezüglich einer Rechtfertigung vorzunehmen seien oder das Konstrukt der hypothetischen Einwilligung grundsätzlich in Frage gestellt wird.

## Einverständnis
Ein sogenanntes tatbestandsausschließendes Einverständnis ist gegeben, wenn der Tatbestand gerade voraussetzt, dass die Tat ohne Zustimmung beziehungsweise gegen oder ohne den Willen des „Opfers“ begangen wird.
Wann dies der Fall ist, wird durch Auslegung bestimmt, ist aber beispielsweise anerkannt für § 123, § 177, § 235, § 239, § 240, § 242, § 248b, § 249, § 252, § 253, § 255 StGB.
Bsp.: Beim Diebstahl nach § 242 StGB setzt der Tatbestand den Bruch fremden Gewahrsams (gegen oder ohne den Willen des „Opfers“) voraus. Ist das „Opfer“ aber damit einverstanden, dass der „Dieb“ die Sache wegnimmt, ist der Tatbestand schon nicht erfüllt.
Das Einverständnis unterscheidet sich nach bisheriger Auffassung in einigen Punkten von der Einwilligung (s. o.):
- Die Einsichtsfähigkeit beim Einverständnis ist eigenständig zur Einwilligungsfähigkeit zu beurteilen. Sie kann rein faktischen Charakter haben und kann damit auch von Einwilligungsunfähigen gebildet werden.[4]

- Zudem soll das Einverständnis nicht kundgetan werden müssen. Kennt der Täter das tatsächlich vorliegende Einverständnis nicht, ist er dann aber bei Strafbarkeit des Versuchs wegen versuchter Tat zu bestrafen (vgl. Umgekehrter Tatbestandsirrtum).

## Österreich
Im österreichischen Strafrecht wird die Wirksamkeit einer Einwilligung unter bestimmten Voraussetzungen durch das Sittenwidrigkeitskorrektiv beschränkt.